# Matica srpska
La Matica srpska (pronunciado /mátitsa serpska/) es la institución cultural y científica más antigua de Serbia y de todos los pueblos eslavos balcánicos. Fue fundada en 1826 en Budapest. En 1864 se trasladó a Novi Sad, la ciudad más importante de la región de Vojvodina (Serbia), que en aquel tiempo se encontraba bajo soberanía del Imperio austrohúngaro. 

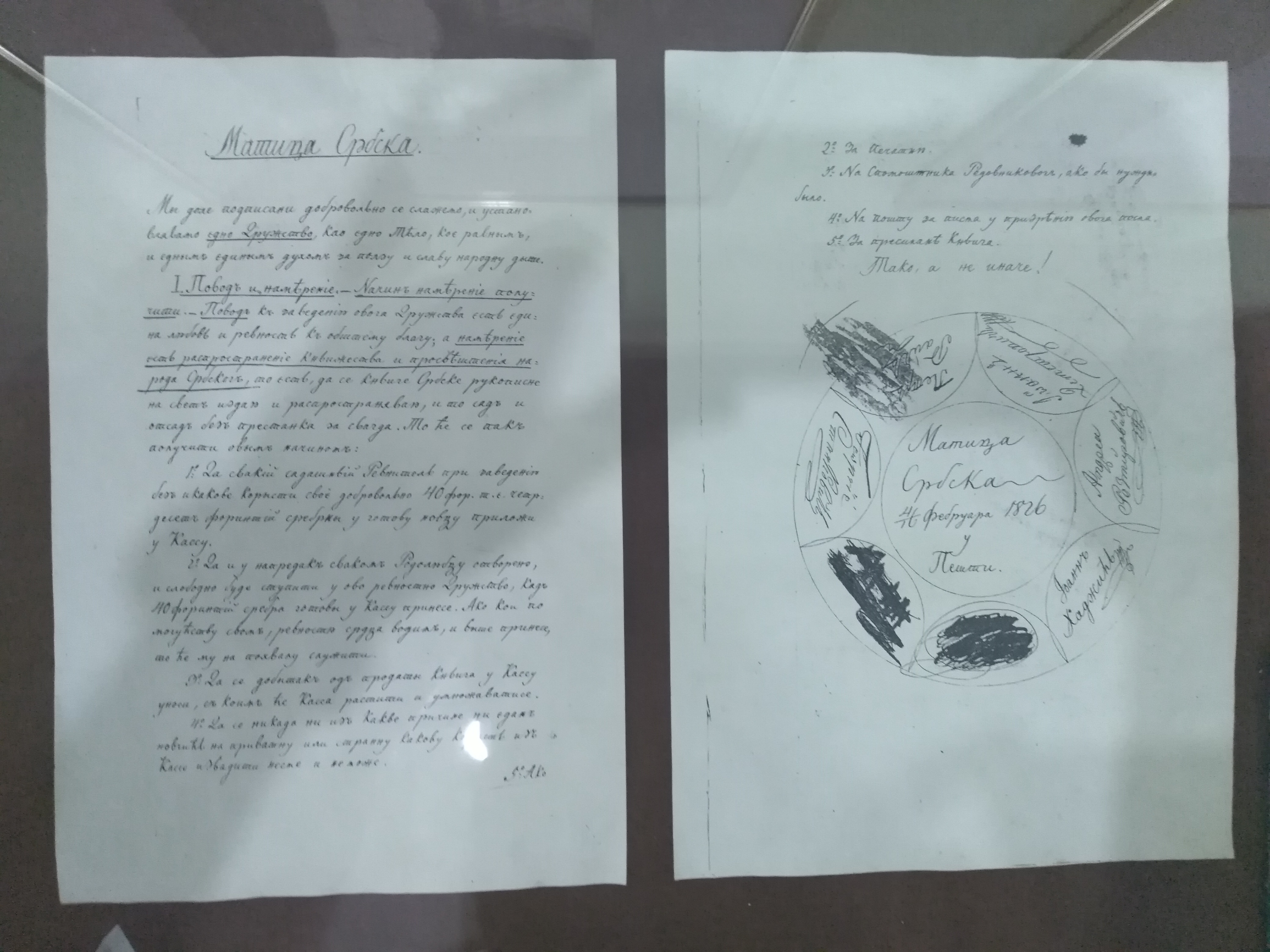
Carta sobre el establecimiento de Matica srpska

Matica deriva de mati, "madre", y en este sentido se refiere a la "Casa Madre" o "Casa Central" de los serbios. Existen instituciones equivalentes en otros pueblos eslavos, como la Matica hrvatska (Croacia), Slovenska matica (Eslovenia), Matica slovenská (Eslovaquia), etc. Estas instituciones tienen como objetivo preservar e impulsar los elementos culturales y científicos de sus respectivos pueblos.

## Historia
La Matica srpska fue creadas en pleno auge del llamado movimiento ilirio, que pretendía defender las identidades culturales y nacionales de los pueblos eslavos bajo soberanía austro-húngara. 
La Matica srpska fue la impulsora del Acuerdo de Novi Sad de 1960, entre filólogos serbios, sobre una única norma gramatical y ortográfica común a todo el idioma serbo. También recopiló el Vocabulario del Lenguaje Literario Estándar Serbio en seis volúmenes (1967-1976).
La institución publica el Letopis Matice srpske (Diario de la Matica srpska), uno de los más antiguos del mundo, y que ha sido publicado continuamente desde 1824.
La Ley de la Sociedad Matica Srpska (1986) regula asuntos de donaciones y herencias, donadas por altruistas, y cómo se destina el dinero a varios fines culturales y educativos.